# 薩利耶爾峰

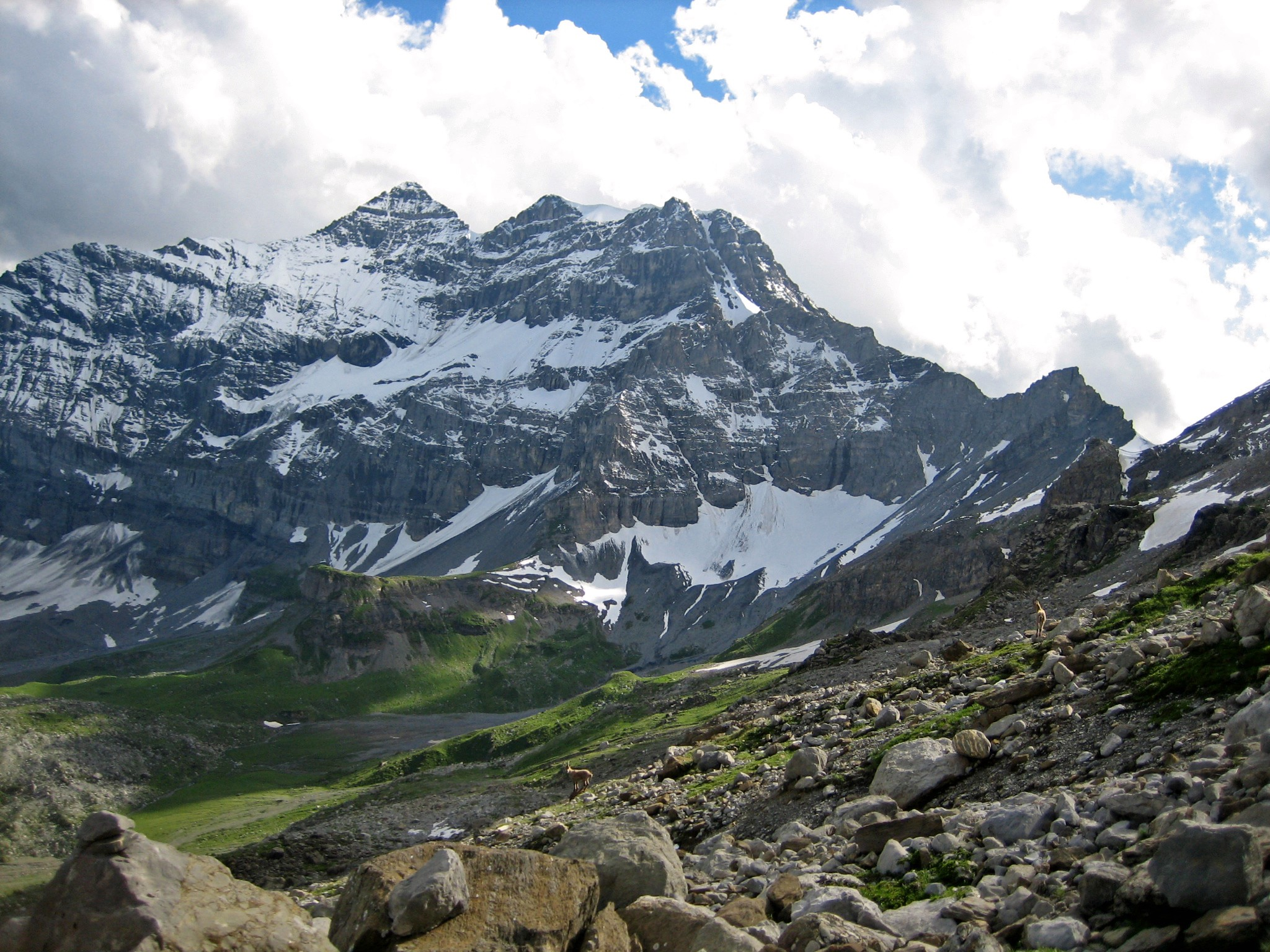

46°7′36″N 6°55′28.2″E / 46.12667°N 6.924500°E
薩利耶爾峰（法語：Tour Sallière，法語發音：[tuʁ saljɛʁ]）是瑞士瓦萊州的山峰，位於該國西南部，屬於沙布莱山的一部分，海拔高度3,220米，每年平均降雨量1,674毫米。